# Liga Mistrzyń siatkarek (2017/2018) – kwalifikacje
Liga Mistrzyń (2017/2018) – kwalifikacje (oficjalna nazwa: 2018 CEV DenizBank Volleyball Champions League) – 14 drużyn walczy w dwóch rundach, aby uzyskać awans do fazy grupowej.

## System rozgrywek
Kwalifikacje Ligi Mistrzyń w sezonie 2017/2018 składa się z dwóch rund: kwalifikacji play-off
- Faza kwalifakacyjna play-off: 14 drużyn podzielono w pierwszych dwóch rundach toczonych w parach systemu pucharowym. W poszczególnych parach każda drużyna rozgrywała mecz i rewanż. Zwycięzcy awansują do poszczególnych grup. Przegrane drużyny z I rundy i II rundy są relegowane do 1/16 finału Pucharu CEV.

## Drużyny uczestniczące

### Podział miejsc w rozgrywkach
W sezonie 2017/2018 kwalifikacji Ligi Mistrzyń wzięło udział 14 zespołów z 14 federacji siatkarskich zrzeszonych w CEV. Liczba drużyn uczestniczących w Lidze Mistrzyń ustalona została na podstawie rankingu CEV dla europejskich rozgrywek klubowych.
- Asterix Avo Beveren
- Minczanka Mińsk
- ŽOK Bimal-Jedinstvo Brčko
- Marica Płowdiw
- LP Viesti Salo
- Rocheville Le Cannet
- Sliedrecht Sport
- Hapoel Kefar Sawa
- KS DevelopRes Rzeszów
- Jenisiej Krasnojarsk
- Nova Branik Maribor
- VakıfBank SK
- Linamar Békéscsabai RSE
- Imoco Volley Conegliano

## Rozgrywki

### I runda
awans do kolejnej rundy
| Data               | Godz. | Drużyna 1                 | Wynik | Drużyna 2               | 1     | 2     | 3     | 4     | 5     | Widzów | * |
| ------------------ | ----- | ------------------------- | ----- | ----------------------- | ----- | ----- | ----- | ----- | ----- | ------ | - |
| 17.10.2017         | 19:30 | Hapoel Kefar Sawa         | 1:3   | KS DevelopRes Rzeszów   | 20:25 | 28:30 | 32:30 | 13:25 |       | 800    |   |
| 21.10.2017         | 20:00 | Hapoel Kefar Sawa         | 0:3   | KS DevelopRes Rzeszów   | 21:25 | 19:25 | 15:25 |       |       | 850    |   |
| 17.10.2017         | 18:00 | Linamar Békéscsabai RSE   | 0:3   | Imoco Volley Conegliano | 4:25  | 10:25 | 17:25 |       |       | 1250   |   |
| 21.10.2017         | 20:35 | Linamar Békéscsabai RSE   | 0:3   | Imoco Volley Conegliano | 11:25 | 10:25 | 15:25 |       |       | 3030   |   |
| 17.10.2017         | 20:00 | Minczanka Mińsk           | 3:2   | Rocheville Le Cannet    | 25:22 | 25:27 | 22:25 | 26:28 | 15:13 | 2250   |   |
| 21.10.2017         | 17:00 | Minczanka Mińsk           | 3:2   | Rocheville Le Cannet    | 25:21 | 25:12 | 21:25 | 22:25 | 18:16 | 1250   |   |
| 17.10.2017         | 19:00 | Sliedrecht Sport          | 3:2   | Asterix Avo Beveren     | 25:19 | 25:23 | 24:26 | 23:25 | 15:13 | 875    |   |
| 21.10.2017         | 19:30 | Sliedrecht Sport          | 3:1   | Asterix Avo Beveren     | 13:25 | 26:24 | 25:21 | 25:17 |       | 954    |   |
| 17.10.2017         | 19:00 | ŽOK Bimal-Jedinstvo Brčko | 0:3   | Nova Branik Maribor     | 17:25 | 13:25 | 22:25 |       |       | 800    |   |
| 21.10.2017         | 18:00 | ŽOK Bimal-Jedinstvo Brčko | 0:3   | Nova Branik Maribor     | 17:25 | 21:25 | 16:25 |       |       | 300    |   |
| 19.10.2017         | 19:00 | Marica Płowdiw            | 3:1   | LP Viesti Salo          | 25:18 | 25:20 | 23:25 | 25:21 |       | 1500   |   |
| 25.10.2017         | 19:00 | Marica Płowdiw            | 1:31  | LP Viesti Salo          | 25:14 | 22:25 | 24:26 | 19:25 |       | 849    |   |
| 1 złoty set: 15:12 |       |                           |       |                         |       |       |       |       |       |        |   |

### II runda
awans do fazy grupowej
| Data               | Godz. | Drużyna 1           | Wynik | Drużyna 2               | 1     | 2     | 3     | 4     | 5     | Widzów | * |
| ------------------ | ----- | ------------------- | ----- | ----------------------- | ----- | ----- | ----- | ----- | ----- | ------ | - |
| 07.11.2017         | 17:00 | Minczanka Mińsk     | 0:3   | VakıfBank SK            | 17:25 | 20:25 | 27:29 |       |       | 1500   |   |
| 11.11.2017         | 17:00 | Minczanka Mińsk     | 0:3   | VakıfBank SK            | 21:25 | 16:25 | 16:25 |       |       | 1100   |   |
| 07.11.2017         | 18:00 | Marica Płowdiw      | 2:3   | Jenisiej Krasnojarsk    | 25:21 | 25:18 | 22:25 | 20:25 | 14:16 | 1500   |   |
| 11.11.2017         | 17:00 | Marica Płowdiw      | 3:21  | Jenisiej Krasnojarsk    | 20:25 | 19:25 | 25:22 | 27:25 | 15:12 | 2500   |   |
| 07.11.2017         | 20:00 | Nova Branik Maribor | 1:3   | KS DevelopRes Rzeszów   | 22:25 | 25:23 | 23:25 | 22:25 |       | 300    |   |
| 11.11.2017         | 18:00 | Nova Branik Maribor | 1:3   | KS DevelopRes Rzeszów   | 15:25 | 20:25 | 25:20 | 25:27 |       | 950    |   |
| 07.11.2017         | 19:00 | Sliedrecht Sport    | 0:3   | Imoco Volley Conegliano | 15:25 | 23:25 | 21:25 |       |       | 1075   |   |
| 11.11.2017         | 20:30 | Sliedrecht Sport    | 0:3   | Imoco Volley Conegliano | 10:25 | 12:25 | 7:25  |       |       | 3000   |   |
| 1 złoty set: 15:11 |       |                     |       |                         |       |       |       |       |       |        |   |

## Drużyny zakwalifikowane
| Grupa A               | Grupa B                 | Grupa C        | Grupa D      |
| --------------------- | ----------------------- | -------------- | ------------ |
| KS DevelopRes Rzeszów | Imoco Volley Conegliano | Marica Płowdiw | VakıfBank SK |